# Kéjovo
Kéjovo (en rus: Кежово) és un poble de l'óblast de Pskov, a Rússia, segons el cens del 2000 tenia 5 habitants. Pertany al districte de Gdov.